# 滨海街道 (乌海市)
滨海街道，是中华人民共和国内蒙古自治区乌海市乌达区下辖的一个乡镇级行政单位。

## 行政区划
滨海街道下辖以下地区：
滨海社区、团结北路社区和胜利社区。